# Omiš
Omiš (Italiaans: Almissa; Latijn Onaeum; Oudgrieks: Άλμυσσα of Almyssa en Οίνιον of Oenion) is een kleine stad aan de kust van Kroatië aan de Adriatische Zee en tevens aan de monding van de Cetinarivier aan de kuststreek van Poljica. Omiš ligt 26 km ten zuidoosten van de stad Split en telt 15.800 inwoners. De oppervlakte bedraagt 266,2 km², de bevolkingsdichtheid is 59,4 inwoners per km².

## Economie
De economie is gebaseerd op de landbouw, visserij, textiel- en levensmiddelenindustrie en het toerisme. Het toerisme wordt deels bepaald door de Adriatische kust, met een groot en ondiep zandstrand. Tegelijk is de uitmonding van de rivier de Cetina, met haar cañon, een toeristische trekpleister. Er kunnen actieve sporten beoefend worden, en ook op dit vlak is er economische activiteit.

## Structuur
Groots opgezette zandstranden strekken zich uit van Dugi Rat in het westen tot Ravnice in het oosten. Een 700 meter brede zandbank strekt zich uit over de lage zandkust van West-Omiš. In het oostelijk deel van de Poljicaanse kust, tussen Ravnice en Vrulja, liggen verscheidene inhammen (Mala Luka, Velika Luka, Lucica en Vojskovo) met zandstranden.
Omiš ligt aan het kruispunt van de hoofdwegen (M2, E65) en de regionale weg die Omiš met het achterland verbindt in de Cetina-vallei (via Zadvarje). Ten noorden van Omiš ligt het dorp Zakučac, waar een waterkrachtcentrale staat.
Steden (gradovi): Split · Hvar · Imotski · Kaštela · Komiža · Makarska · Omiš · Sinj · Solin · Stari Grad · Supetar · Trilj · Trogir · Vis · Vrgorac · Vrlika

Gemeenten (općine): Baška Voda · Bol · Brela · Cista Provo · Dicmo · Dugi Rat · Dugopolje · Gradac · Hrvace · Jelsa · Klis · Lećevica · Lokvičići · Lovreć · Marina · Milna · Muć · Nerežišća · Okrug · Otok · Podbablje · Podgora · Podstrana · Postira · Prgomet · Primorski Dolac · Proložac · Pučišća · Runovići · Seget · Selca · Sućuraj · Sutivan · Šestanovac · Šolta · Tučepi · Zadvarje · Zagvozd · Zmijavci